# Betriebskostenverordnung
Die Betriebskostenverordnung (BetrKV) ist eine aus zwei Paragraphen bestehende deutsche Rechtsverordnung, die seit dem 1. Januar 2004 gilt. Sie basiert inhaltlich auf den Regelungen des § 27 der am 1. November 1957 in Kraft getretenen Zweiten Berechnungsverordnung sowie deren Anlage 3 und löste diese als gesonderte Definition der Betriebskosten ab.

## Definition der Betriebskosten (§ 1)
Betriebskosten sind nach § 1 Abs. 1 Kosten, die dem Eigentümer durch das Eigentum am Grundstück oder durch den bestimmungsmäßigen Gebrauch des Gebäudes, der Nebengebäude, Anlagen, Einrichtungen und des Grundstücks laufend entstehen. Nicht zu den Betriebskosten zählen nach § 1 Abs. 2 aber die Verwaltungskosten sowie die Instandhaltungs- und Instandsetzungskosten.

## Aufstellung einzelner Betriebskosten (§ 2)
§ 2 enthält in 17 Nummern eine Aufzählung einzelner Betriebskosten. Diese umfasst u. a. die Grundsteuer (Nr. 1), die Kosten der Wasserversorgung und Entwässerung (Nr. 2 und 3), die Betriebskosten der Heizung und Warmwasserversorgung (Nr. 4 und 5), die Kosten für Straßenreinigung und Müllbeseitigung (Nr. 8), für Gartenpflege, Gebäudereinigung, Beleuchtung und Schornsteinreinigung (Nr. 9–12) sowie für Haftpflicht- und Gebäudeversicherung (Nr. 13).
Änderungen gegenüber der Zweiten Berechnungsverordnung waren:
- Zu den Müllbeseitigungskosten (Nr. 8) gehören auch die Betriebskosten von Müllschluckern und Müllabsauganlagen.
- Bei Wasser- und Heizkosten sind nun Eichkosten umlagefähig.
- Auch die Kosten des Betriebs der Einrichtungen für die Wäschepflege (Gemeinschaftswaschküche) können auf die Mieter umgelegt werden (Nr. 16).
- Zu den Kosten für Gemeinschaftsantenne und Kabelfernsehen gehören auch die Kosten, die nach dem Urheberrecht für die kabeltechnische Sendung entstehen (Nr. 15).

Durch die Änderung im Jahr 2021 fielen die letztgenannten Kosten sowie die monatliche Grundgebühr für Kabelfernsehen nur bis zum 30. Juni 2024 unter die Betriebskosten.